# Куол, Гаранг
Гаранг Куол (англ. Garang Kuol; род. 15 сентября 2004, Каир) — австралийский футболист, нападающий клуба «Ньюкасл Юнайтед» и сборной Австралии. Участник чемпионата мира 2022 года.

## Биография
Его родители — выходцы из Судана, но сам футболист родился в Египте. Раньше агентом Гаранга был другой его брат, 21-летний Мавьен Куол, сотрудник банка. Но в Австралии его обвинили в краже $ 121 тысячи — Мавьен подался в бега, оставив агентскую деятельность. 

## Клубная карьера
Гаранг — воспитанник клубов «Голберн Вэлли Санс» и «Сентрал Кост Маринерс». 5 апреля 2022 года в матче против «Веллингтон Феникс» он дебютировал в А-Лиге. В этом же поединке Куол забил свой первый гол за «Сентрал Кост Маринерс».  
30 сентября 2022 года Куол подписал контракт с английским «Ньюкаслом». Сумма трансфера составила 350 тыс. евро. В январе 2023 года для получения игровой практики Гаранг на правах аренды перешёл в шотландский «Харт оф Мидлотиан». 13 января в матче против «Сент-Миррена» он дебютировал в шотландской Премьер-лиге. 24 мая в поединке против «Рейнджерс» Гаранг забил свой первый гол за «Харт оф Мидлотиан».
8 августа 2023 года Куол перешёл на правах в нидерландский «Волендам». 11 августа в матче против «Витесса» он дебютировал в Эредивизи. 16 сентября в поединке против ситтардской «Фортуны» Гаранг забил свой первый гол за «Волендам». 

## Карьера в сборной
25 сентября 2022 года в товарищеском матче против сборной Новой Зеландии Гаранг дебютировал за сборную Австралии. 
В 2022 году Куол принял участие на чемпионате мира в Катаре. На турнире он сыграл в матчах против сборных Франции и Аргентины. Форвард сборной Австралии стал вторым после Пеле самым молодым футболистом в истории чемпионатов мира, который принял участие в плей-офф.
24 марта 2023 года в товарищеском матче против сборной Эквадора Гаранг забил свой первый гол за национальную команду. 

### Голы за сборную Австралии
| #   | Дата          | Место                                     | Противник | Счёт | Результат | Соревнование      |
| --- | ------------- | ----------------------------------------- | --------- | ---- | --------- | ----------------- |
| 01. | 24 марта 2023 | Уэстерн Сидней Стэдиум, Сидней, Австралия | Эквадор   | 3:1  | 3:1       | Товарищеский матч |